# دیوید کارد
دیوید کارد (انگلیسی: David Card؛ زادهٔ ۱۹۵۶) اقتصاد کار آمریکایی-کانادایی و استاد اقتصاد در دانشگاه کالیفرنیا، برکلی است. وی نیمی از جایزه یادبود نوبل علوم اقتصادی را «به دلیل مشارکت تجربی خود در اقتصاد کار» دریافت کرد و نیم دیگر به جاشوا آنگریست و گیدو ایمبنس مشترکاً اهدا شد.

## زندگی‌نامه
دیوید کارد در سال ۱۹۵۶ در گوئلف، انتاریو متولد شد. پدر و مادرش دامدار بودند. کارد در سال ۱۹۷۸ مدرک کارشناسی خود را از دانشگاه کویینز و مدرک دکترای خود را در رشته اقتصاد در سال ۱۹۸۳ از دانشگاه پرینستون دریافت کرد و پس از اتمام پایان‌نامه دکترا با عنوان «نمایه‌سازی در قراردادهای کار بلند مدت»، زیر نظر اورلی اشنفلتر به کار پرداخت.

## جوایز
وی برندهٔ جایزه یادبود نوبل علوم اقتصادی و مدال جان بیتس کلارک شده‌است.